# 久木田学園看護専門学校
久木田学園看護専門学校（くきたがくえんかんごせんもんがっこう）は、鹿児島県鹿児島市に所在する専修学校。

## 概要
1993年4月に開校。
3年制の看護学科のみが設置される。
人の痛みを分かる看護師の育成を目指す。
2020年に本名町から高麗町の鹿児島中央駅から徒歩で10分の場所に移転。
2024年より募集停止で2026年3月に閉校。